# Édouard Mascart
Pour les articles homonymes, voir Mascart.
Édouard Mascart est un boxeur français né le 8 avril 1902 à Valenciennes où il est mort le 21 mars 1976.

## Biographie

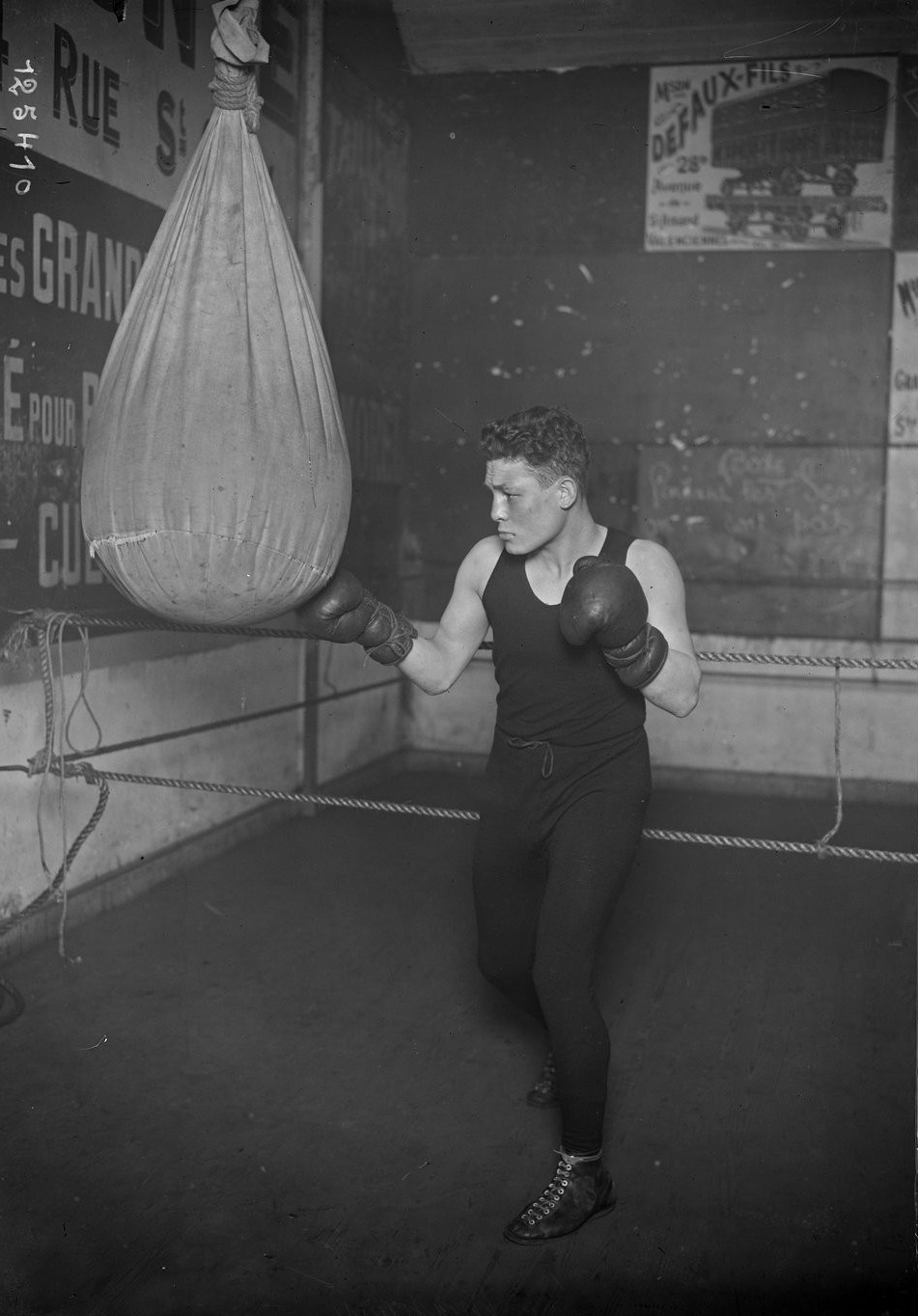
Édouard Mascart tape dans un sac à l'entraînement en 1927.

Édouard Mascart devient professionnel en 1920 alors qu'il travaille à l'usine Escaut-et-Meuse,. Après avoir disputé ses premiers combats professionnels en Belgique, sa victoire contre l'ancien champion d'Europe Arthur Wyns à Bruxelles lui construit une réputation. Mascart enchaîne les succès contre Robert Dastillon, Billy Matthews ou encore Robert Sirvain. Il est proclamé champion de France et d'Europe des poids plumes après sa victoire contre Henry Hébrans, en remplacement d'Eugène Criqui, devenu champion du monde,,. Dès sa première défense, il est détrôné par Charles Ledoux en 1924. Cette année-là, il affronte deux fois André Routis (une défaite par disqualification et un nul) et prend sa revanche contre Ledoux,,. 
Mascart part aux États-Unis et au Canada dans l'espoir de disputer le championnat du monde. Il y remporte quatre victoires pour cinq défaites d'avril à décembre 1925. Entre-temps, en juin, ne pouvant affronter Kid Kaplan à New York (il s'est fracturé la main lors de sa précédente victoire), l'organisateur le fait arrêter et il doit verser une caution de 1 500 dollars pour être libéré. Mascart rentre en France se marier et repart aux États-Unis avec sa femme. Dans de grandes soirées de boxe parisiennes, Mascart est battu par le Panaméen Panama Al Brown puis le champion anglais Johnny Cuthbert en 1927. En 1930, il est mis knockout par Aimé Raphaël pour le compte du championnat de France des légers. Il se retire des rings et ouvre un café à Anzin nommé le Boxing-Bar.